# 泳げ!ニシキゴイ
- 2022年のテレビドラマ (日本) > 泳げ!ニシキゴイ

『泳げ!ニシキゴイ』（およげ ニシキゴイ）は、2022年7月19日から9月16日まで、平日の7時53分 - 7時58分頃に日本テレビ系列の平日朝の情報番組「ZIP!」内で放送されたテレビドラマ。主演は森本慎太郎と渡辺大知。

## 概要
本作の放送は、2022年6月21日放送の『ZIP!』内で発表された。
『M-1グランプリ2021』で優勝を果たし、多数の番組に出演するなど活動の場を広げているお笑いコンビ・錦鯉の長谷川雅紀と渡辺隆がそれぞれこれまでに歩んできた半生と、彼らを側で支えてきた家族との物語をコメディタッチで描いていく。

## あらすじ

### 第1話～第6話　小学生編
雅紀と隆は、北海道と東京でうまれる。少し変わった性格。

### 第7話～第13話　中学校・部活編
隆は、アメリカンフットボールを始める。

### 第14話～第19話　高校編
雅紀の家は、純一が事件を起こす。そして、それぞれ家族の一人と別れる。

### 第20話～第26話　青年編
大人になった二人は、お笑い芸人を目指す。そして、それぞれコンビを結成。二人は、母との別れがやってくる。

### 第27話～第32話　売れない芸人編
売れないため解散していたが、それぞれ親の行動により再結成する。そして、「誰でも入れる事務所」と言われていたSMAで二人は出会う。

### 第33話～第39話　錦鯉結成編
二人はコンビを組み、初舞台に出る。そして、芸風が誕生する。

## キャスト

### 錦鯉
長谷川雅紀（はせがわ まさのり）
演 - 森本慎太郎（SixTONES）（中高生時代：羽村仁成（Go!Go!kids／ジャニーズJr.）、小学生時代：森島律斗）

渡辺隆（わたなべ たかし）
演 - 渡辺大知（中高生時代：鈴木福、小学生時代：桑名愛斗、保育園時代：木下瑛太）

### 長谷川家
北海道札幌市に住む6人家族。少年雅紀によって賑やかで笑いの絶えない家だったが、家と事業を1980年に失い、その後は古いビルの一室で暮らしている。
長谷川幸子（はせがわ ゆきこ）
演 - 坂井真紀
雅紀の母。雅紀編のナレーター。気丈な性格だが、純一が店を奪われてからは気苦労が多く、家出したこともある。後に居酒屋「蓑屋」を開業。
長谷川純一（はせがわ じゅんいち）
演 - じろう（シソンヌ）
雅紀の父。延男の子。札幌で乾物屋を営んでいたが、詐欺師に騙されて店を奪われてしまい、第17話で幸子と離婚して、長谷川家を去ってしまう。
長谷川延男（はせがわ のぶお）
演 - 安齋肇
雅紀の祖父。貧乏な家を助けるため、懸賞で当てようとしていた。純一と幸子が離婚した際は家に残った。雅紀の上京後は二度と会うことがなく死去。
長谷川たかこ（はせがわ たかこ）
演 - 片山友希（小学生時代：茅本梨々華）
雅紀の姉。第15話で大学受験をしようとするが受験料を純一にパチンコに使い込まれたり、第22話で雅紀にパソコンを勝手に売られたりと、家族に振り回されることが多い。
長谷川浩之（はせがわ ひろゆき）
演 - 南出凌嘉（幼少時代：千葉新）
雅紀の弟。兄とは仲が良く、子供時代はよく遊んでいた。

### 渡辺家
東京都江戸川区に住む5人家族。少年隆の、子どもらしくない理屈で困っていた。
渡辺政夫（わたなべ まさお）
演 - 光石研
隆の父。隆編のナレーター。
渡辺美樹子（わたなべ みきこ）
演 - ヒコロヒー
隆の母。第24話で交通事故で急逝した。
渡辺金次郎（わたなべ きんじろう）
演 - 伊武雅刀
隆の祖父。第6話で、昼寝中にカブトムシを頭にくっつけられるが、母や父が協力して無事に取られた。第19話で死去。
渡辺玲子（わたなべ れいこ）
演 - 箭内夢菜（幼少時代：柴山愛理）
隆の姉。弟とは正反対の性格。

### 芸人仲間

#### 錦鯉とのコンビ結成
江波戸昌太（えはと しょうた）
演 - ワタリ119（第11話 - ）
隆の中学時代の野球部の先輩。一緒にNSCに入り、お笑いコンビ「ガスマスク」を結成したが、短期間で解散した。
久保田昌樹（くぼた まさき）
演 - 吉田靖直（第14話 - ）
雅紀の高校の同級生。お笑いコンビ「まさまさきのり」を結成した。一度解散したが、再結成し、コンビで上京した。
小田祐一郎（おだ ゆういちろう）
演 - おぐ（第31話 - ）
隆の同期芸人。お笑いコンビ「桜前線」を結成したが、7年で解散。

#### その他芸人
小峠英二（ことうげ えいじ）
演 - 本人（第32話 - ）
バイきんぐのメンバー。
風祭（かざまつり）
演 - 風間俊介（第33話 - ）
イケメンの先輩芸人。錦鯉結成のキューピッド役となる。
ハリウッドザコシショウ
演 - 本人（第36話）
先輩芸人。錦鯉にバカを活かしたネタをするようにアドバイスした。

### ゲスト
複数話登場する場合は、初登場回を記載する。

#### 第2話
力士
演 - 豊後錦、琴鳳
純一が営む乾物屋に買い物客として訪れる。
サラリーマン
演 - ゆっくんちゃん
純一を騙し乾物屋を取った。

#### 第6話
関根昭仁
演 - 太田琉星

CMボイス
声 - 村上紀生
小学生時代の隆が興味を示す瞬間接着剤「ストロング100%」のCMのナレーション。

#### 第7話
インタビュアー
演 - モーリー・ロバートソン
現在の錦鯉の2人にインタビューを行った。
明石家さんま
演 - ほいけんた
中学時代の雅紀にとっての憧れの存在。
ダウンタウン
演 - ハリウリサ（浜田雅功）、JP（松本人志）
中学時代の隆にとっての憧れの存在。
いかりや長介、志村けん
演 - レッツゴーよしまさ（一人二役）
小学生時代の隆が観ていたテレビに登場する。
受付人
演 - 野田ちゃん
お笑いのオーディション会場の受付人。

#### 第9話
高田香織（たかだ かおり）
演 - 住田萌乃
雅紀の中学時代のクラスメイト。
森陽一（もり よういち）
演 - 大澤加門

#### 第10話
役名不明
演 - 中神円

#### 第12話
アメフト部の先輩
演 - ロングサイズ伊藤
隆がボールを返したときに「ナイスボール!」と褒めてくれた先輩。
監督
演 - コウメ太夫
高校時代の隆が所属したアメフト部の監督。

#### 第21話
大学講師
演 - ホットパンツしおり
講義中に江波戸から逆ギレされた。

#### 第22話
お笑いライブの企画者
演 - しゃばぞう
お笑いライブを企画し、1人3万円のノルマを課す。

#### 第23話
NSC講師
演 - 万福

#### 第27話
先輩芸人
演 - AMEMIYA

#### 第28話
みゆき
演 - りんごちゃん
久保田の彼女。長谷川と久保田と共に上京し、当初は3人暮らしをしていた。

#### 第29話
財布を落とした男
演 - 塙宣之
昼間から酔っ払って財布を落としてしまったが、長谷川からお金をもらった。

#### 第30話
五篠一郎
演 - 岡野陽一
若手発掘番組のオーディションを担当する総合演出家。華がない長谷川と久保田に華が出るように遊ぶことを提案する。

#### 第31話
山根くん、高橋くん
演 - 細井鼓太（山根くん）、中村朗仁（高橋くん）
隆が眺めていた少年野球チームのメンバー。

#### 第32話
カメラマン
演 - タッカーノ
宣材写真を撮影するカメラマン。
SMA社員
演 - 見津賢、井上が来たぞ

## スタッフ
- 脚本 - 今井太郎、吉田靖直
- 音楽 - 金子隆博
- チーフプロデューサー - 石尾純、齊山嘉伸
- プロデューサー - 河野英裕、松山雅則（トータルメディアコミュニケーション）、長田宙
- 演出 - 水野格、長沼誠、瀬野尾一
- 制作協力 - トータルメディアコミュニケーション
- 製作著作 - 日本テレビ

## 放送日程
| 話数   | 放送日 | 放送日 | 主役 | サブタイトル                     | 脚本     | 演出     |
| ------ | ------ | ------ | ---- | -------------------------------- | -------- | -------- |
| 話数   | 月     | 日     | 主役 | サブタイトル                     | 脚本     | 演出     |
| 第1話  | 7月    | 19日   | 両方 | 泳げ!ニシキゴイだよ!             | 今井太郎 | 水野格   |
| 第2話  | 7月    | 20日   | 雅紀 | これが長谷川家だよ!              | 今井太郎 | 水野格   |
| 第3話  | 7月    | 21日   | 隆   | これが渡辺家だよ!                | 今井太郎 | 水野格   |
| 第4話  | 7月    | 22日   | 雅紀 | お引越しだよ!                    | 今井太郎 | 水野格   |
| 第5話  | 7月    | 25日   | 雅紀 | ジャージが一番!だよ!             | 今井太郎 | 水野格   |
| 第6話  | 7月    | 26日   | 隆   | ガマンだ、たかし!だよ!           | 今井太郎 | 水野格   |
| 第7話  | 7月    | 27日   | 両方 | 大好きなものだよ!                | 今井太郎 | 水野格   |
| 第8話  | 7月    | 28日   | 隆   | 隆の気付きだよ!                  | 今井太郎 | 水野格   |
| 第9話  | 7月    | 29日   | 雅紀 | まさのりの初恋!?だよ!            | 今井太郎 | 水野格   |
| 第10話 | 8月    | 1日    | 隆   | たかしの青春だよ!                | 吉田靖直 | 瀬野尾一 |
| 第11話 | 8月    | 2日    | 隆   | 裸の先輩だよ!                    | 吉田靖直 | 瀬野尾一 |
| 第12話 | 8月    | 3日    | 隆   | たかし、アメフトに燃えろ!だよ!   | 吉田靖直 | 瀬野尾一 |
| 第13話 | 8月    | 4日    | 隆   | 走れたかし!だよ!                 | 吉田靖直 | 瀬野尾一 |
| 第14話 | 8月    | 5日    | 雅紀 | 三者面談だよ!                    | 吉田靖直 | 瀬野尾一 |
| 第15話 | 8月    | 8日    | 雅紀 | 長谷川家のピンチだよ!            | 今井太郎 | 水野格   |
| 第16話 | 8月    | 9日    | 雅紀 | 母の家出!?だよ!                  | 今井太郎 | 水野格   |
| 第17話 | 8月    | 10日   | 雅紀 | さよなら父ちゃん!だよ!           | 今井太郎 | 水野格   |
| 第18話 | 8月    | 11日   | 雅紀 | まさのりホストになる!だよ!       | 今井太郎 | 水野格   |
| 第19話 | 8月    | 12日   | 隆   | さよならじいちゃん!だよ!         | 今井太郎 | 水野格   |
| 第20話 | 8月    | 15日   | 雅紀 | 月に手を伸ばせ!だよ!             | 今井太郎 | 長沼誠   |
| 第21話 | 8月    | 16日   | 隆   | ダウンタウンになりたいだよ!      | 今井太郎 | 長沼誠   |
| 第22話 | 8月    | 17日   | 雅紀 | のりのりまさのり誕生だよ!        | 今井太郎 | 長沼誠   |
| 第23話 | 8月    | 18日   | 隆   | ダウンタウンにはなれません!だよ! | 今井太郎 | 長沼誠   |
| 第24話 | 8月    | 19日   | 隆   | 私を笑わせて!だよ!               | 今井太郎 | 長沼誠   |
| 第25話 | 8月    | 22日   | 雅紀 | 東京へ行きたい!だよ!             | 今井太郎 | 長沼誠   |
| 第26話 | 8月    | 23日   | 雅紀 | さよなら母ちゃん!だよ!           | 今井太郎 | 長沼誠   |
| 第27話 | 8月    | 24日   | 隆   | たかしの鈍感力!だよ!             | 吉田靖直 | 長沼誠   |
| 第28話 | 8月    | 25日   | 雅紀 | 東京暮らしはつらいよ!だよ!       | 吉田靖直 | 長沼誠   |
| 第29話 | 8月    | 26日   | 雅紀 | まさのり、ひとり暮らし!だよ!     | 吉田靖直 | 長沼誠   |
| 第30話 | 8月    | 29日   | 雅紀 | 母の黒目だよ!                    | 吉田靖直 | 水野格   |
| 第31話 | 8月    | 30日   | 隆   | たかしの五百円生活だよ!          | 吉田靖直 | 水野格   |
| 第32話 | 8月    | 31日   | 両方 | ふたりの出会いだよ！             | 今井太郎 | 水野格   |
| 第33話 | 9月    | 1日    | 両方 | ニシキゴイ前夜だよ!              | 今井太郎 | 水野格   |
| 第34話 | 9月    | 2日    | 両方 | 錦鯉結成だよ!                    | 今井太郎 | 水野格   |
| 第35話 | 9月    | 5日    | 両方 | 初舞台はいかに!?だよ!            | 今井太郎 | 長沼誠   |
| 第36話 | 9月    | 6日    | 両方 | バカになれ!だよ!                 | 今井太郎 | 長沼誠   |
| 第37話 | 9月    | 7日    | 両方 | 涙の帰郷だよ!                    | 今井太郎 | 長沼誠   |
| 第38話 | 9月    | 8日    | 両方 | 考えることがいっぱいだよ!        | 今井太郎 | 長沼誠   |
| 第39話 | 9月    | 9日    | 両方 | こーんにちはー!だよ!             | 今井太郎 | 長沼誠   |
| 第40話 | 9月    | 12日   | 両方 | チャンピオンになりたいだよ!      | 今井太郎 | 水野格   |
| 第41話 | 9月    | 13日   | 両方 | 全員集合!だよ!                   | 今井太郎 | 水野格   |
| 第42話 | 9月    | 14日   | 両方 | 漫才チャンピオンへの道!だよ!     | 今井太郎 | 水野格   |
| 第43話 | 9月    | 15日   | 両方 | いざ決勝!だよ!                   | 今井太郎 | 水野格   |
| 最終話 | 9月    | 16日   | 両方 | 泳げ!ニシキゴイ                  | 今井太郎 | 水野格   |

- 通常放送以外にも、深夜の時間帯に不定期で総集編が放送されることがある。

## 音楽
- 本作のオリジナル応援ソングとして『泳げ!ニシキゴイ体操』を製作。歌唱は錦鯉の2人、作曲は平野航、振付監修はMIKIKO（ELEVENPLAY）、振付はKOHMEN（ELEVENPLAY）が担当した[41]。
- オープニングは数種類あり、普通の時は普通のOP、感動話では感動的なOPなどとなっている。また、第30話「母の黒目だよ!」の回から、第34話「錦鯉結成だよ!」の回までの一週間のみ、『泳げ!ニシキゴイ体操』を使用した[注 4]。

## ZIP!関連
- 本作の放送期間中、『ZIP!』に出演者が登場した。第1話が放送された7月19日は錦鯉が登場[42]。8月はキャストが金曜パーソナリティとして登場した[43][注 5]。